# Goniorhynchus gratalis
Goniorhynchus gratalis là một loài bướm đêm trong họ Crambidae.